# Vepříkov
Vepříkov är en ort i Tjeckien.   Den ligger i regionen Vysočina, i den centrala delen av landet, 90 km öster om huvudstaden Prag. Vepříkov ligger 504 meter över havet och antalet invånare är 377.
Terrängen runt Vepříkov är huvudsakligen platt, men åt nordost är den kuperad. Terrängen runt Vepříkov sluttar norrut. Runt Vepříkov är det ganska tätbefolkat, med 104 invånare per kvadratkilometer. Närmaste större samhälle är Havlíčkův Brod, 15,1 km söder om Vepříkov. I omgivningarna runt Vepříkov växer i huvudsak blandskog.